# Nachbrenner

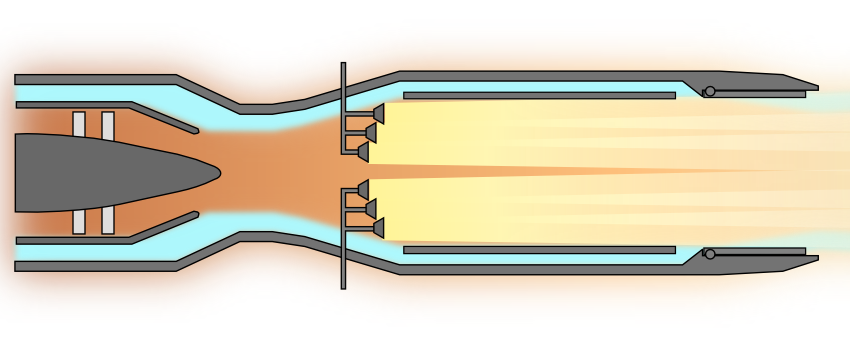
Illustration eines Nachbrenners

Ein Nachbrenner ist eine Zusatzeinrichtung eines Turbinen-Strahltriebwerks, die benutzt werden kann, um durch die Verbrennung von hinter der Turbine eingespritztem Treibstoff die Austrittsgeschwindigkeit des Arbeitsmediums und somit den Schub des Triebwerks zu erhöhen.
Der Nachbrennereinsatz kann vom Piloten oft in mehreren Leistungsstufen geregelt werden.

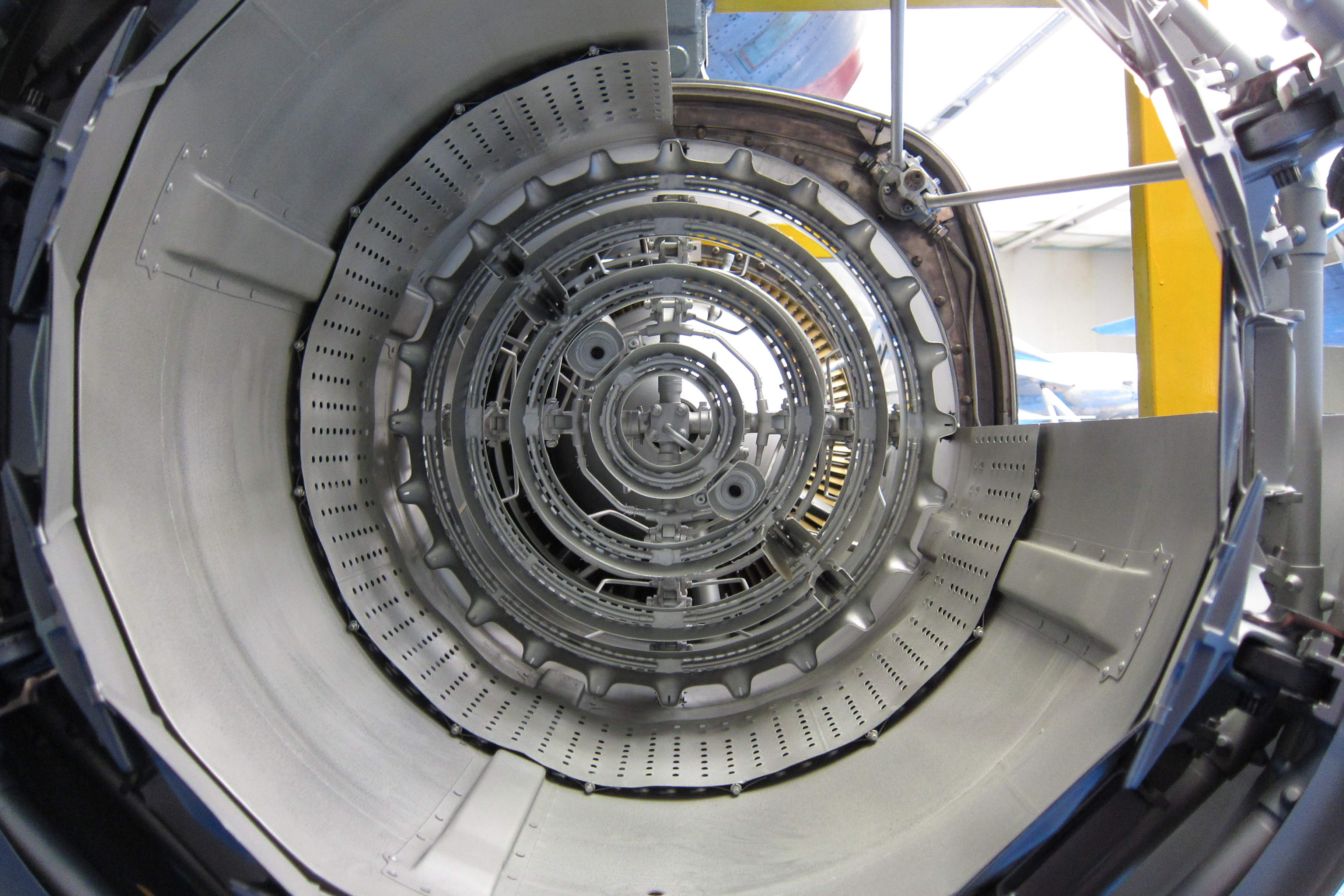
Schnittansicht einer Rolls-Royce Turboméca Adour mit den vier deutlich sichtbaren Ringen des Nachbrenners

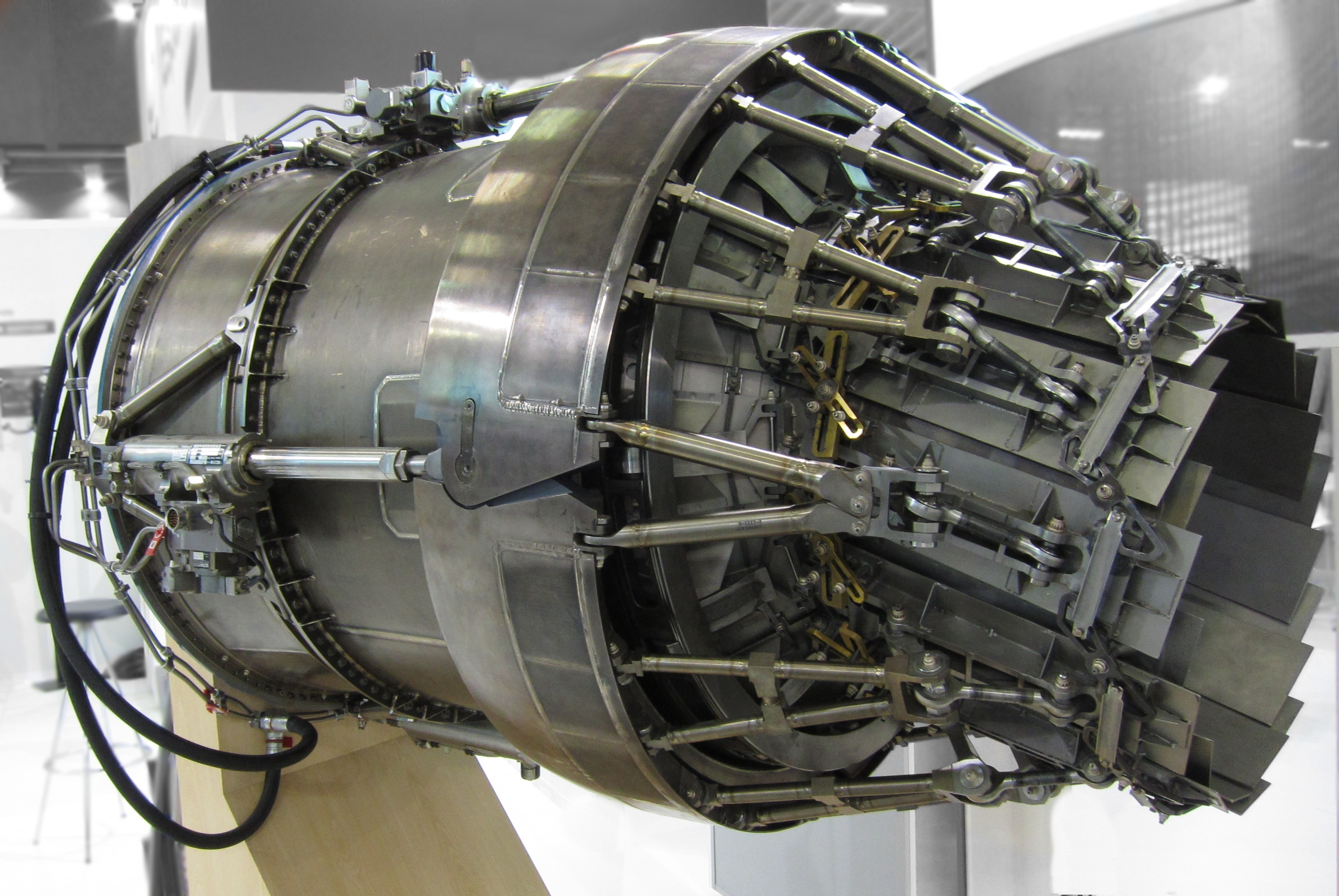
Verstellbare, konvergent-divergente Düse eines Eurojet EJ200 Turbofantriebwerks mit Nachbrennersystem

Turbinenstrahltriebwerke werden mit Luftüberschuss betrieben, um die Abgastemperatur auf einem für die Werkstoffe der Turbinenschaufeln verträglichen Niveau zu halten. So steht im Abgas nach dem Passieren der Turbine noch genug Sauerstoff zur Verfügung, um zusätzlich eingespritzten Treibstoff im Strahlrohr zu verbrennen.
Die Strahltemperatur ist nicht mehr durch im Strom nachfolgende Bauteile begrenzt.
Da der Kraftstoffverbrauch beim Nachbrennerbetrieb bis zum Faktor 10 über dem normalen Verbrauch des Triebwerks liegt, wird er nur in besonderen Situationen zugeschaltet, wenn kurzfristig mehr Schub benötigt wird.
Bei Unterschallgeschwindigkeit steht der zusätzliche Aufwand an Treibstoff in schlechtem Verhältnis zum gewonnenen Schub. Mit steigender Mach-Zahl wird der Nachbrenner zunehmend effizient.
Die meisten Überschallflugzeuge sind auf Nachbrenner angewiesen, um im Horizontalflug höhere Geschwindigkeiten als Mach 1 zu erreichen. Die Fähigkeit zum Überschallflug ohne Nachbrennereinsatz bezeichnet man als Supercruise.

## Wirkungsweise
Durch die isobare Erhöhung der Temperatur sinkt die Dichte des Gases, die Austrittsgeschwindigkeit steigt in gleichem Maße. Der Massedurchsatz bleibt weitgehend unbeeinflusst. Bei Einsatz des Nachbrenners wird so eine Erhöhung der Strahlgeschwindigkeit erreicht, ohne hierzu wie bei der Düse den Druck des Verdichters zu erhöhen. Der Nachbrenner ersetzt die Last der bei Unterschallgeschwindigkeit konvergenten Düse.

## Konstruktive Details
Der Nachbrenner hat meist ein durch einen schmalen Spalt von der Außenhaut des Schubrohres getrenntes Innenrohr. Der Spalt dient der Kühlung des inneren Nachbrennerrohres durch Strömung von Rauchgas bzw. einer Mischung aus Rauchgas und Luft.
Die Einspritzung des Kraftstoffes nach dem Austritt aus der Turbine („Flammhalter“) erzeugt lokale Rückströmgebiete und stabilisiert so die Flamme (Temperatur bis 2.000 K).
Der Schubrohrquerschnitt ist meist deutlich größer als der Düsenquerschnitt und soll den Druckverlust in der Strömung verringern.
Die Zündung des Kraftstoffes erfolgt meist durch:
- Katalysatorzündung durch Platinelemente
- Zündkerze oder Zündfackel (Dauerbrand)
- „Hot Shot“, auch „Hot Streak“ bezeichnet, d. h. Zusatzeinspritzung von Kraftstoff in die Brennkammer. Folglich reicht die so erzeugte Flamme bis in das Nachbrennerrohr; sie entzündet damit den dort zusätzlich eingespritzten Kraftstoff.[1]
- Regelung der Düsenstellung oder der Kraftstoffzufuhr in den Nachbrenner, wobei eine Anpassung des jeweils anderen Parameters erfolgt, sodass das Verhältnis der (Gesamt)-Drücke in der Brennkammer und Turbine unbeeinflusst vom Nachbrennerbetriebszustand bleibt.

Nachbrenner werden fast ausschließlich bei militärischen Flugzeugtypen eingesetzt. Zwei der wenigen zivilen Flugzeuge mit Nachbrenner waren die Tupolew Tu-144 und die Concorde.
Wird in Turbofantriebwerken zuerst der heiße Abgasstrahl mit dem kalten Mantelstrom vermischt und dann in den Nachbrenner geleitet, wird die Nachbrennerart als Augmentor bezeichnet.

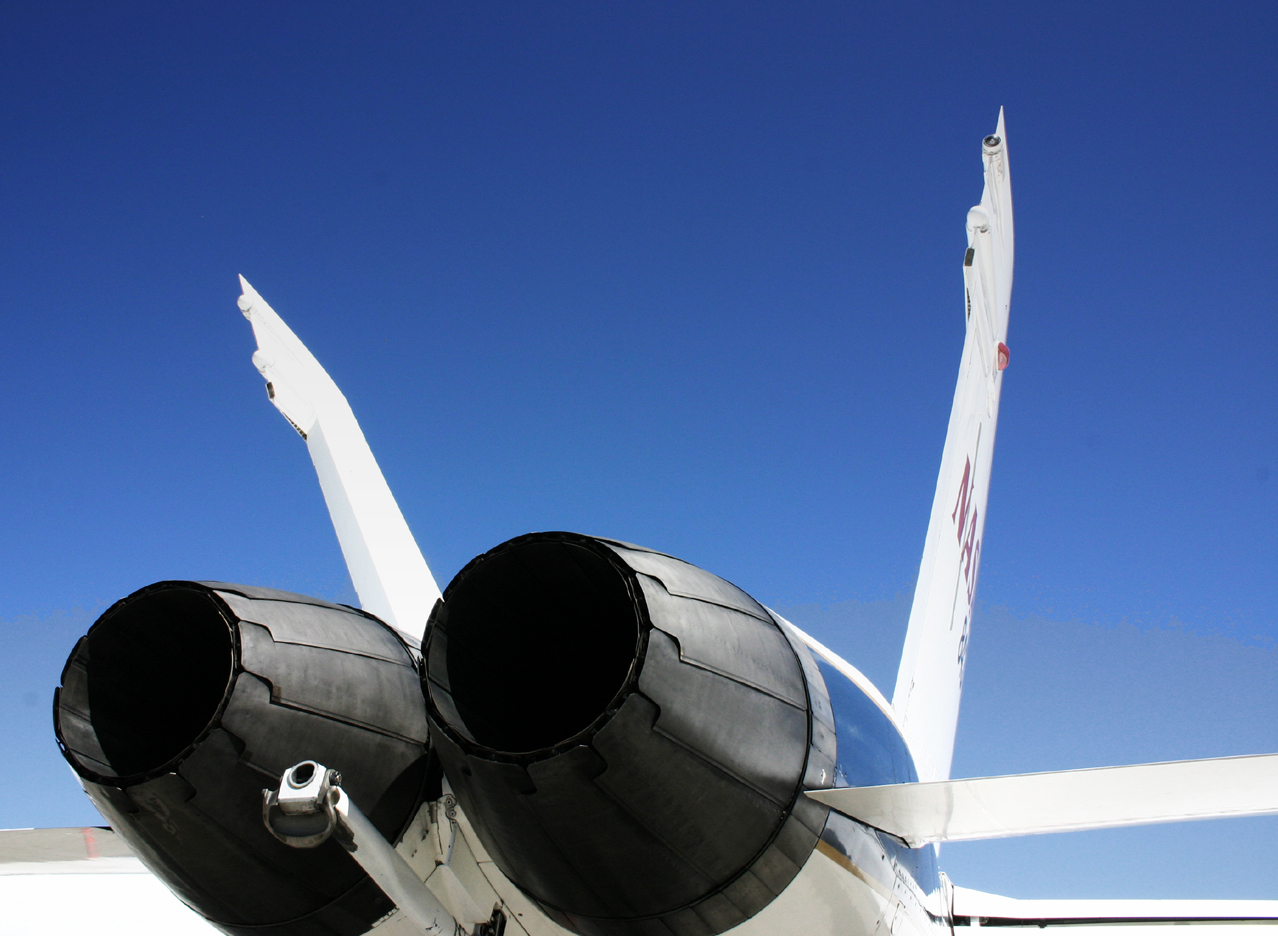
Verstellbare Düsen für den Nachbrenner einer F-18
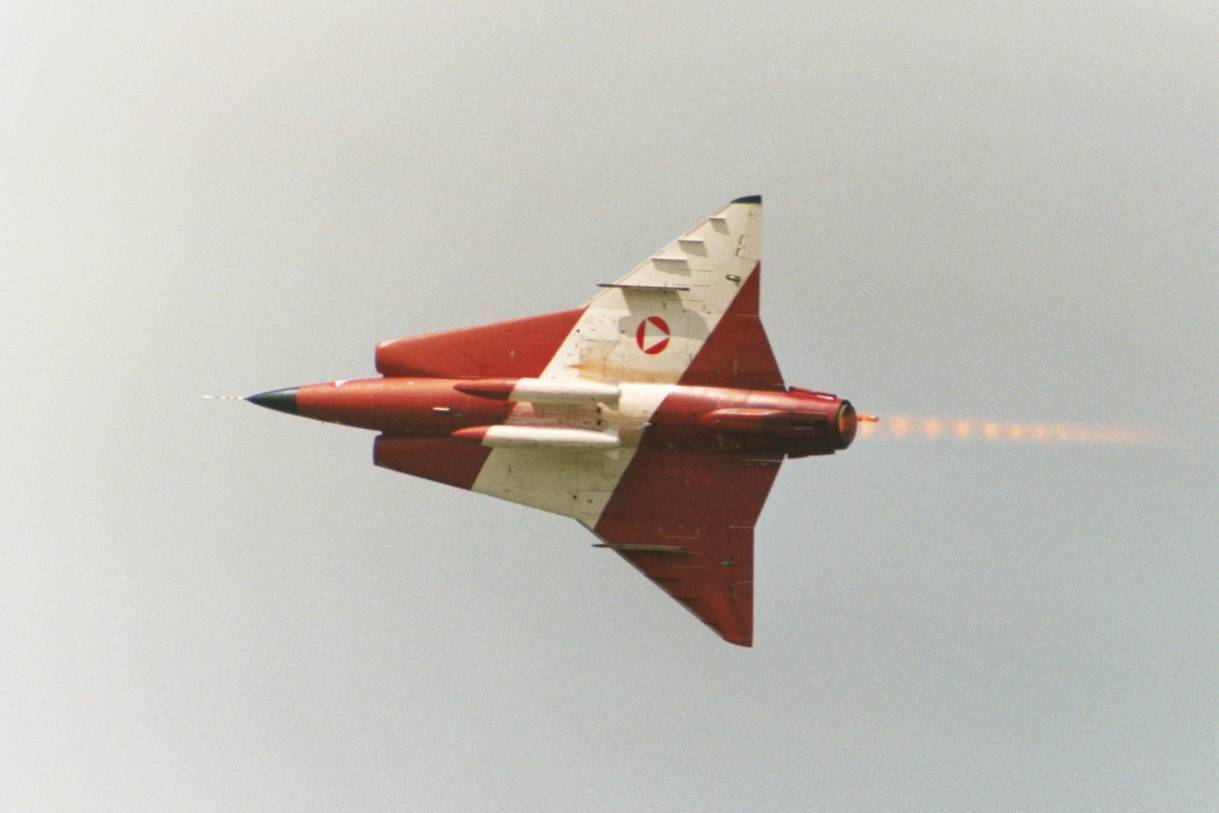
Saab 35 Draken mit zugeschaltetem Nachbrenner und sichtbaren Mach’schen Knoten
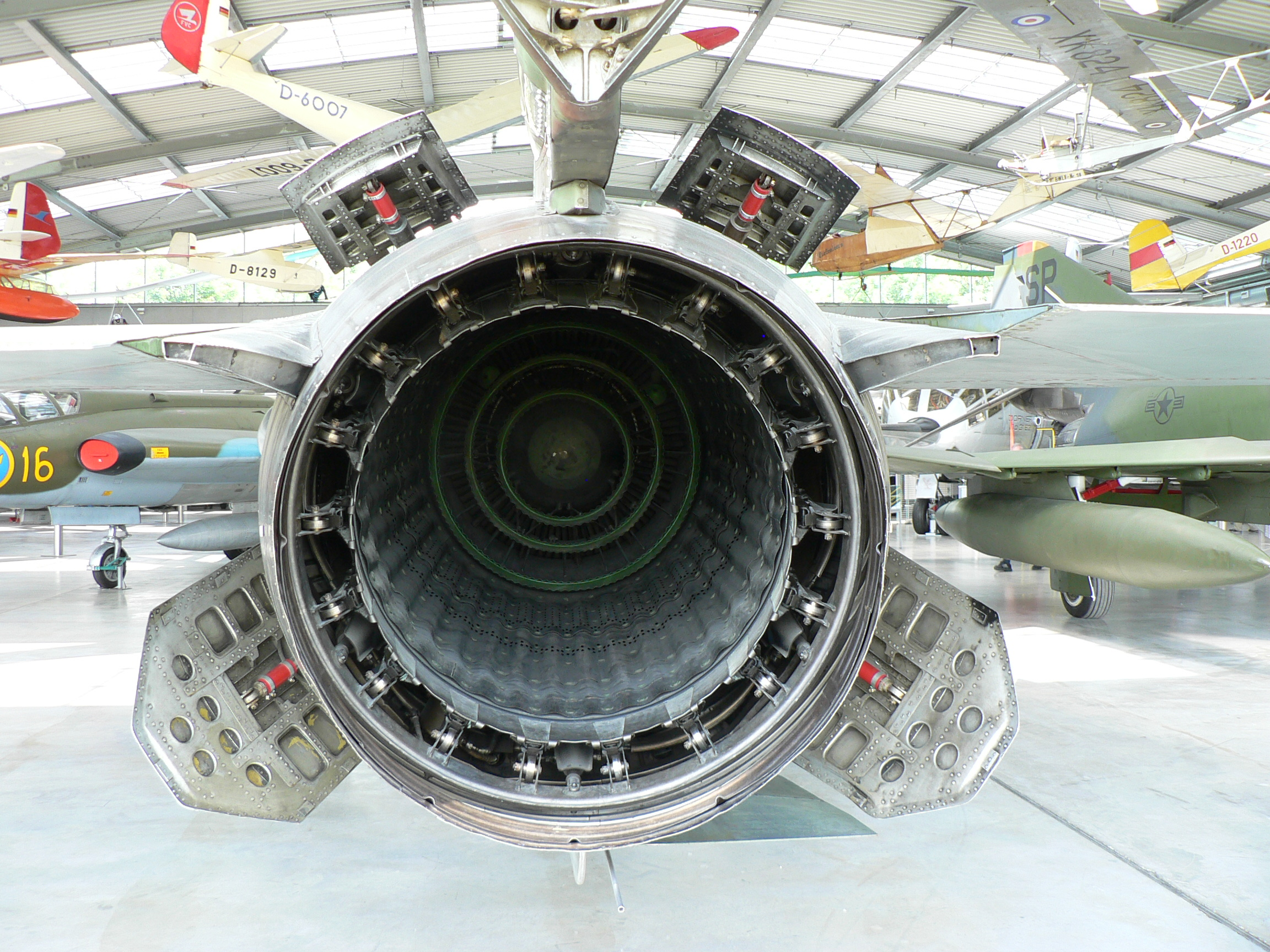
Blick in den Nachbrenner einer MiG-23
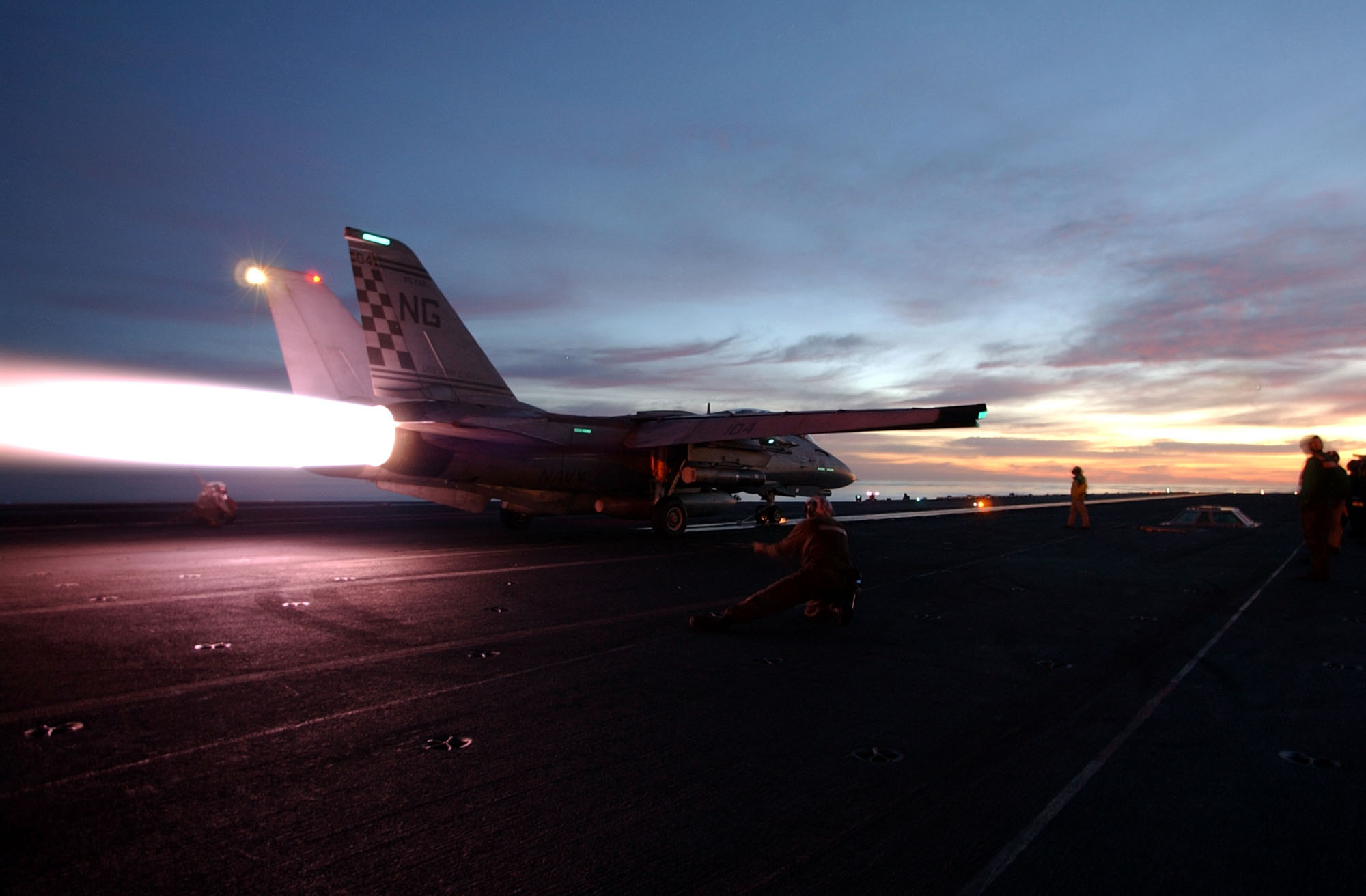
F-14 mit zugeschaltetem Nachbrenner
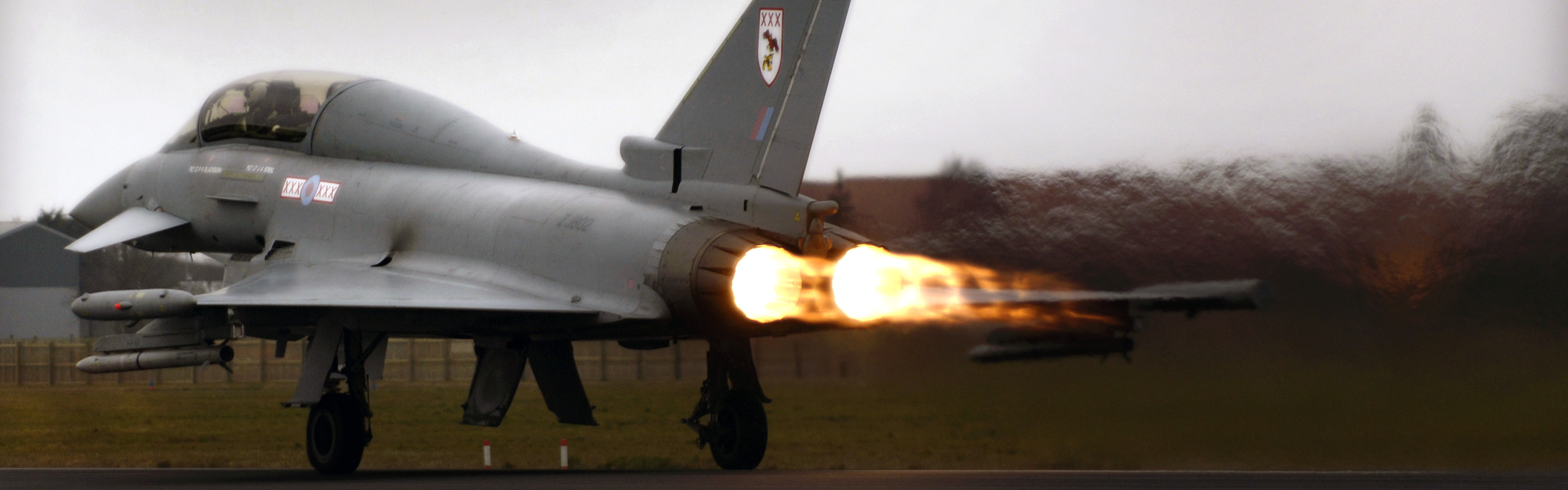
Ein Eurofighter Typhoon mit zugeschaltetem Nachbrenner
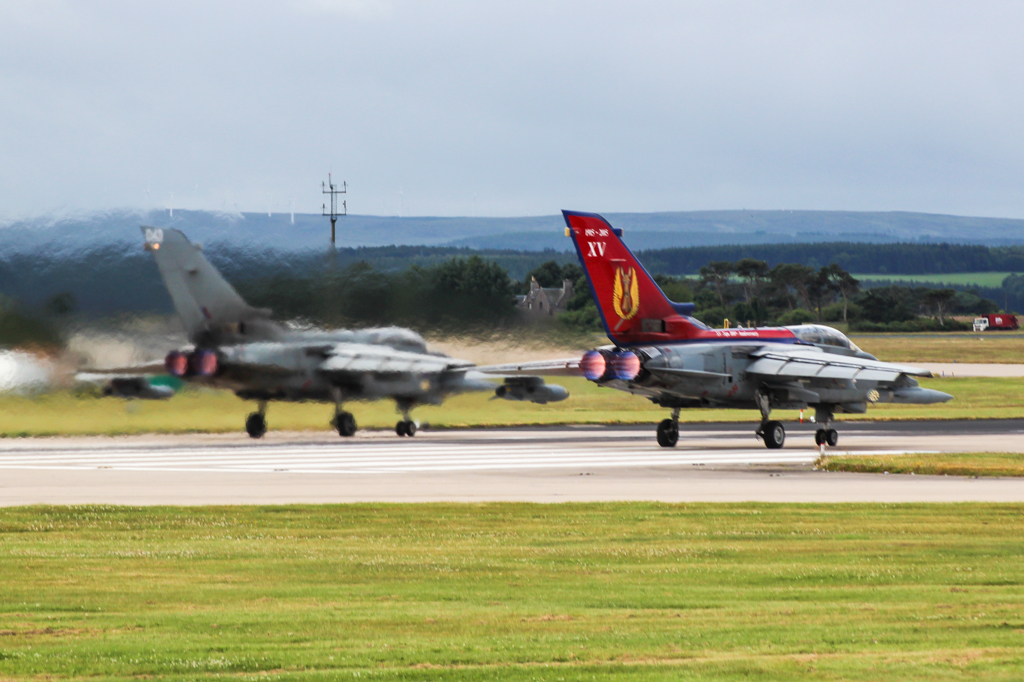
Panavia Tornados mit zugeschaltetem Nachbrenner